# Ami Maeshima
Ami Maeshima (前島 亜美 Maeshima Ami?, 22 de noviembre de 1997) es una seiyū, cantante y YouTuber japonesa. Es muy conocida por sus trabajos como Makeru Yadano en Komi-san wa, Komyushō desu. y Aya Maruyama en BanG Dream!. También fue miembro de Super Girls.

## Biografía
Tras aprobar la "Audición Avex Idol 2010" el 12 de junio de 2010, Maeshima se unió al grupo japonés Super Girls. Como miembro, recibió el apodo de "Amita" (あみた) y el rosa fue su color de imagen. En 2011, comenzó a desarrollar actividades en solitario paralelamente a las del grupo, lanzando colecciones exclusivas de modelaje y fotos individuales para Pichi Lemon, actuando en series de televisión, prestando su voz para anime y grabando anuncios. El 25 de junio de 2016, Maeshima sucedió a Rika Shimura como tercera líder de Super Girls.
El 31 de marzo de 2017, Maeshima se graduó de Super Girls para centrarse en su carrera como actriz de doblaje. Debutó como la voz de Aya Maruyama, personaje de BanG Dream! al mes siguiente.
El 30 de noviembre de 2022, Maeshima se retiró de toda actividad de entretenimiento debido a problemas de salud. Como resultado, rescindió su contrato con Avex Inc. y dejó sus papeles de Aya Maruyama en BanG Dream! e Ibuki Niijima en D4DJ.
El 1 de septiembre de 2023, Maeshima anunció su regreso y se unió a una nueva agencia de doblaje, Voice Kit. Ese mismo día, BanG Dream! también anunció que continuaría interpretando a Aya Maruyama.

## Filmografía
Los papeles principales están en negrita

### Anime
| Año  | Título                                     | Rol           | Refs. |
| ---- | ------------------------------------------ | ------------- | ----- |
| 2011 | Pretty Rhythm: Aurora Dream                | Natsuki       |       |
| 2018 | Pastel Life                                | Aya Maruyama  |       |
| 2018 | BanG Dream! Girls Band Party! Pico         | Aya Maruyama  |       |
| 2019 | BanG Dream! 2nd Season                     | Aya Maruyama  |       |
| 2020 | BanG Dream! 2nd Season                     | Aya Maruyama  |       |
| 2020 | BanG Dream! Girls Band Party! Pico: Ohmori | Aya Maruyama  |       |
| 2020 | BNA: Brand New Animal                      | Nina Flip     |       |
| 2021 | D4DJ First Mix                             | Ibuki Niijima |       |
| 2021 | D4DJ Petit Mix                             | Ibuki Niijima |       |
| 2021 | BanG Dream! Girls Band Party! Pico Fever!  | Aya Maruyama  |       |
| 2021 | Komi-san wa, Komyushō desu.                | Makeru Yadano |       |
| 2025 | Kōjo Denka no Kateikyōshi                  | Karen         | [ 7 ] |
| 2025 | Bukiyō na Senpai.                          | Miho Hotta    | [ 8 ] |